# Vicente Ferreira dos Santos Cordeiro
Vicente Ferreira dos Santos Cordeiro (Paranaguá, janeiro de 1782  — São José, 4 de janeiro de 1860) foi um padre católico e político brasileiro.
Filho de Antônio dos Santos Pinheiro e Ana Gonçalves Cordeiro, era pároco em Enseada de Brito, em Palhoça quando estourou a Revolução Farroupilha.
Após a tomada de Laguna pelo farroupilhas, concorreu a presidente da República Juliana. O vencedor foi Joaquim Xavier Neves, seu sobrinho, por 17 votos a favor, contra outros quatro dados ao padre Vicente Cordeiro. Porém, como Xavier Neves estava em São José, bloqueado pelas forças imperiais, o padre Vicente Cordeiro assumiu a presidência.
Com o fim da República Juliana, Vicente Cordeiro voltou a cuidar dos assuntos religiosos na Enseada de Brito como pároco, onde faleceu em 4 de janeiro de 1860.